# Mézières-lez-Cléry
Mézières-lez-Cléry és un municipi francès, situat al departament del Loiret i a la regió de Centre – Vall del Loira. L'any 2007 tenia 728 habitants.

## Demografia

### Població
El 2007 la població de fet de Mézières-lez-Cléry era de 728 persones. Hi havia 274 famílies, de les quals 49 eren unipersonals (30 homes vivint sols i 19 dones vivint soles), 101 parelles sense fills i 124 parelles amb fills.
La població ha evolucionat segons el següent gràfic:
Habitants censats

### Habitatges
El 2007 hi havia 300 habitatges, 274 eren l'habitatge principal de la família, 8 eren segones residències i 17 estaven desocupats. 298 eren cases i 2 eren apartaments. Dels 274 habitatges principals, 207 estaven ocupats pels seus propietaris, 59 estaven llogats i ocupats pels llogaters i 8 estaven cedits a títol gratuït; 5 tenien dues cambres, 19 en tenien tres, 61 en tenien quatre i 190 en tenien cinc o més. 247 habitatges disposaven pel capbaix d'una plaça de pàrquing. A 80 habitatges hi havia un automòbil i a 181 n'hi havia dos o més.

### Piràmide de població
La piràmide de població per edats i sexe el 2009 era:
| Homes | Edats   | Dones |
| ----- | ------- | ----- |
| 0     | 95 o +  | 0     |
| 0     | 90 a 94 | 0     |
| 0     | 85 a 89 | 4     |
| 0     | 80 a 84 | 0     |
| 8     | 75 a 79 | 12    |
| 20    | 70 a 74 | 4     |
| 16    | 65 a 69 | 8     |
| 16    | 60 a 64 | 16    |
| 12    | 55 a 59 | 8     |
| 28    | 50 a 54 | 40    |
| 28    | 45 a 49 | 24    |
| 24    | 40 a 44 | 24    |
| 36    | 35 a 39 | 32    |
| 16    | 30 a 34 | 12    |
| 0     | 25 a 29 | 20    |
| 8     | 20 a 24 | 16    |
| 36    | 15 a 19 | 20    |
| 20    | 10 a 14 | 28    |
| 16    | 5 a 9   | 20    |
| 8     | 0 a 4   | 20    |

## Economia
El 2007 la població en edat de treballar era de 460 persones, 338 eren actives i 122 eren inactives. De les 338 persones actives 325 estaven ocupades (167 homes i 158 dones) i 14 estaven aturades (4 homes i 10 dones). De les 122 persones inactives 53 estaven jubilades, 38 estaven estudiant i 31 estaven classificades com a «altres inactius».

### Ingressos
El 2009 a Mézières-lez-Cléry hi havia 283 unitats fiscals que integraven 760 persones, la mediana anual d'ingressos fiscals per persona era de 22.177 €.

### Activitats econòmiques
Dels 27 establiments que hi havia el 2007, 5 eren d'empreses extractives, 2 d'empreses de fabricació d'altres productes industrials, 7 d'empreses de construcció, 3 d'empreses de comerç i reparació d'automòbils, 3 d'empreses d'informació i comunicació, 2 d'empreses financeres, 1 d'una empresa immobiliària, 2 d'empreses de serveis i 2 d'empreses classificades com a «altres activitats de serveis».
Dels 5 establiments de servei als particulars que hi havia el 2009, 2 eren fusteries, 1 electricista, 1 empresa de construcció i 1 restaurant.
L'any 2000 a Mézières-lez-Cléry hi havia 25 explotacions agrícoles que ocupaven un total de 646 hectàrees.

## Equipaments sanitaris i escolars
El 2009 hi havia una escola elemental.

## Poblacions més properes
El següent diagrama mostra les poblacions més properes.